# Bee Branch (affluent du Bridge Creek)
Pour les articles homonymes, voir Bee Branch.
Bee Branch est un ruisseau situé dans le nord-est du comté d'Adair et le sud-ouest du comté de Scotland, dans l'État du Missouri, aux États-Unis,. Il est un affluent du Bridge Creek.
Bee Branch a été nommé ainsi en raison de la présence d'abeilles dans la région.